# Stockholms SS
Stockholms SS, pełna nazwa Stockholms Schacksällskap – szwedzki klub szachowy z siedzibą w Sztokholmie, dwukrotny mistrz kraju.

## Historia

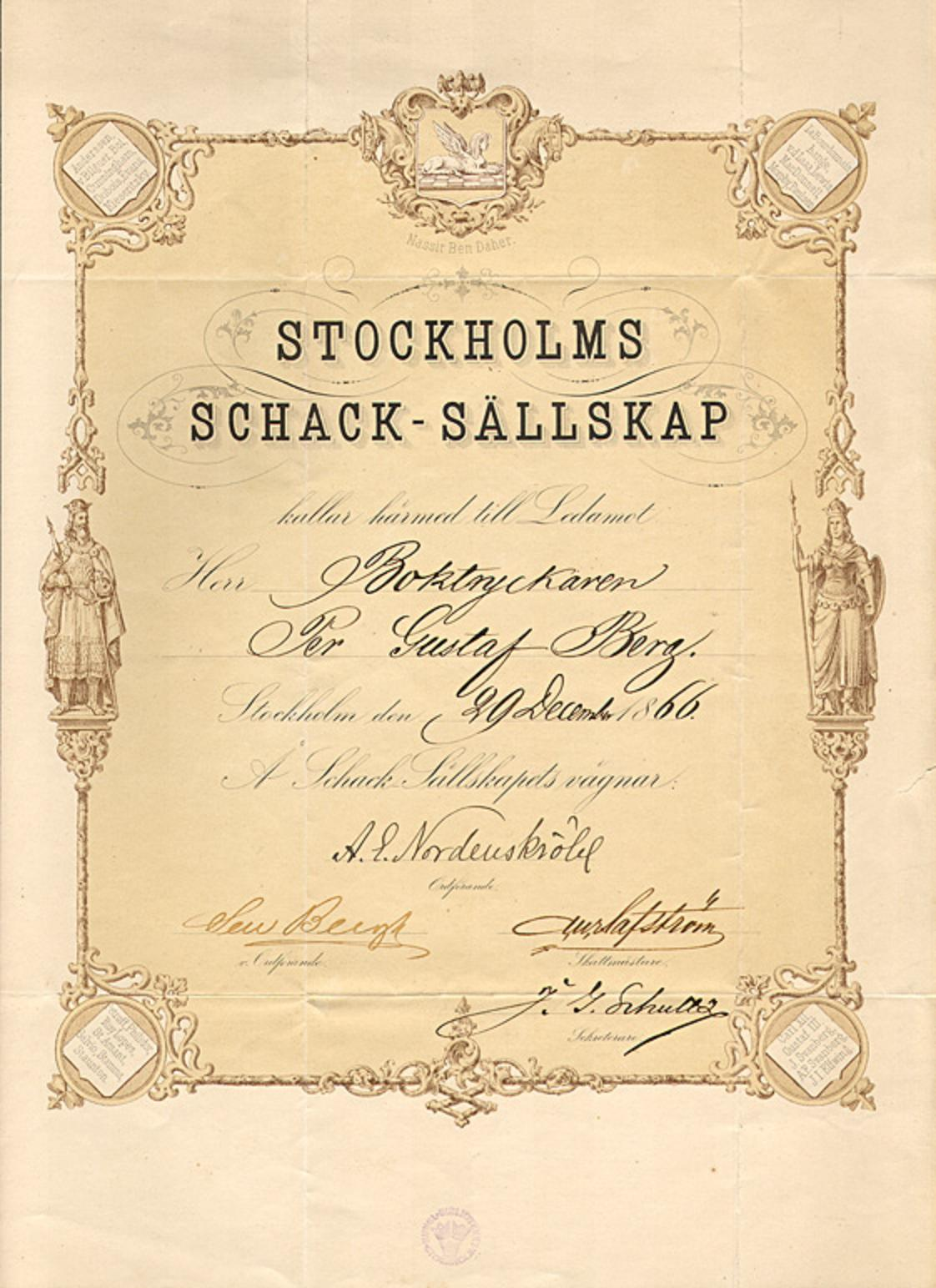

Klub został założony w grudniu 1866 roku. Głównym inicjatorem jego powstania był Johan Gustaf Schultz. Pierwszym przewodniczącym klubu był Adolf Erik Nordenskiöld, a jego członkami na początku istnienia byli także Franz Berwald i Louis Fraenkel. W 1896 roku członkiem klubu został Ludvig Collijn, dzięki którego staraniom klub rozpoczął organizowanie turniejów i zapraszanie znanych szachistów.
W 2016 roku klub awansował do Superettan. Rok później natomiast uzyskał awans do Elitserien. W sezonie 2017/2018 zespół zajął siódme miejsce w Elitserien, a rok później – czwarte. W sezonie 2019/2020 Stockholms SS zdobył mistrzostwo kraju. Zawodnikami klubu byli wówczas m.in. Jonathan Westerberg, Lars Oskar Hauge i Nils-Gustaf Renman. W 2021 roku Stockholms SS uczestniczył w Pucharze Europy. Klub wygrał wówczas z KSH Dardania, SK Nordkalotten, SF Wirtzfeld i Gambitem Skopje, zremisował z SG Riehen, a także przegrał z KPRF Moskwa i Skákfélag Selfoss. W klasyfikacji końcowej pucharu szwedzki klub zajął 11. miejsce. W sezonie 2021/2022 zespół skutecznie obronił mistrzostwo kraju. W Pucharze Europy zespół został sklasyfikowany na 35. pozycji (3 zwycięstwa, 1 remis, 3 porażki). W lidze sezon 2022/2023 klub zakończył uzyskaniem piątego miejsca. Rok później uzyskano szóste miejsce w Elitserien.